# Nō-Rin
No-Rin (のうりん Nōrin?) es una serie de novelas ligeras escrita por Shirow Shiratori, con ilustraciones de Kippu. Una adaptación a anime por Silver Link comenzó a transmitirse el 10 de enero de 2014. El opening está realizado por Yukari Tamura. Funimation transmite la serie en su página web.

## Sinopsis
La historia está protagonizada por Kousaku Hata, un adolescente fanático de la idol Yuka Kusakabe. Un día, Yuka anuncia su retirada de los escenarios y Kousaku deja de ir a clase por el gran impacto que ello le supone. Sin embargo, después de que sus amigos consigan convencerle de que vuelva a su vida normal, Yuka llega a su clase tras inscribirse en su instituto, el Colegio de Agricultura Tamo. Ésta será la gran oportunidad de Kousaku para conocer mejor a la chica de sus sueños.

## Personajes
Kousaku Hata (畑 耕作 Hata Kōsaku?)
Voz por: Shintarō Asanuma, Austin Tindle (inglés)
Representante de la clase 2-A. Él idolatra a Yuka Kusakabe. Creció en un pequeño pueblo junto con Minori después de que su madre muriera y su padre lo abandonara, este personaje es uno de los más desafortunados porque luego de la muerte de sus padres tuvo que trabajar en las cosechas por lo que con él tiempo odiaría su pueblo hasta que Ringo le dijera que a ella le gusta ese pueblo ( ya que él está enamorado de ella). Kousaku está enamorado de Ringo desde que él era pequeño.
Ringo Kinoshita (木下 林檎 Kinoshita Ringo?)
Voz por: Yukari Tamura, Jad Saxton (inglés)
Una ídolo bajo nombre artístico: Yuka Kusakabe. Ringo es una cantante muy famosa que se retiró de la carrera ya que la forzaban mucho a hacer cosas que no quería como sonreír y esto trajo como consecuencia que no sonríe hasta que ella ve las buenas intenciones de sus amigos y da su mejor esfuerzo y lo logra. Ringo se enamora de Kousaku lo que provoca peleas internas entre ella y Minori.
Minori Nakazawa (中沢 農 Nakazawa Minori?)
Voz por: Kana Hanazawa, Lynsey Hale (inglés)
Amiga de la infancia Kousaku y de Kei. La cual tiene mucha experiencia en la cocina gracias a que se crio en el campo, Ella tiene tres hermanas ( una mayor que ella y dos gemelas que son las más pequeñas) Desde que Kousaku se fue a vivir a su casa ella se prometió ayudarlo desde que sus padres lo abandonaran y eventualmente se enamora de Kousaku.
Kei Kamatori (過真鳥 継 Kamatori Kei?)
Voz por: Wataru Hatano, Derick Snow (inglés)
Amigo de la infancia Kousaku y de Minori. Kei es un aficionado en la agricultura pura sin insecticidas y por esto lleva una mala relación con su padre él dueño de una compañía famosa él cual contribuyó a la muerte de la madre de Kei por los insecticidas, Kei es él cerebro del grupo y siempre trata de solucionar los problemas de forma limpia, Es el mejor amigo de Kousaku.
Kochou Yoshida (良田 胡蝶 Yoshida Kochou?)
Voz por: Marina Inoue, Megan Shipman (inglés)
La compañera de clase de Kōsaku y uno de los Shitennō ( 四天 農 , encendido. Cuatro granjeros celestiales) , "Boin Yoshida". Se especializa en ganadería. Se muestra que está enamorada de Kei, pero lo niega frente a los demás. Cambia de una personalidad orgullosa y severa a una tímida y tartamudeante cuando se siente avergonzada o tímida. Una mordaza recurrente en la serie es que las personas tienden a mencionar y / o enfatizar su gran tamaño de busto y acosarla por ello, en gran parte (para su vergüenza). Más tarde acompaña a Kei a un seminario en el extranjero al que ambos fueron invitados.
Akari Suzuki (金上 虎於 Suzuki Akari?)
Voz por: Yūka Ōtsubo, Bryn Apprill (inglés)
Representante de clase 2-B y una de los Shitennō, "Bio Suzuki". Es experta en biotecnología y ha inventado una cultura del yogur que uno puede simplemente aplicar, usándola en parte como un medio para justificar su fetiche del bukkake haciendo que Kosaku y Kei se disparen entre sí. Suele vestirse con un traje gótico de lolita. Al igual que Kanegami, ella tiende a seguir la corriente de los otros Shitennō.
Rintarō Miyamoto (宮本 林太郎 Miyamoto Rintarō?)
Voz por: Nobuyuki Hiyama, Jarrod Greene (inglés)
Representante de la clase 2-F y uno de los Shitennō, "Woodman Rintarō". Tiene dominio del comercio forestal, pero está ferozmente celoso del hecho de que hay dos chicas atractivas cerca de Kōsaku; y está desesperado por, al menos, tener una chica sentada a su lado (todo debido a que no hay chicas en su clase). Aunque Kōsaku mencionó que su clase alguna vez tuvo una compañera de clase, Rintarō afirma enojado que ella se escapó después de un día. Se afirma que es débil contra los triángulos amorosos.
Natsumi Bekki ((戸次 菜摘 Bekki Natsumi?)
Voz por: Chiwa Saitō, Tia Ballard (inglés)
También conocida como "Becky", es la maestra principal de la clase 2-A. Debido a sus cambios de humor en su clase, tiene el rasgo de hundir repentinamente a toda la clase en la desesperación. A pesar de su apariencia y comportamiento joven, tiene cuarenta años. Está desesperada por casarse, y esta desesperación da como resultado su comportamiento errático y casi histérico, especialmente cuando se menciona el tema, y a menudo se pone celosa de las chicas más jóvenes. También se menciona que la única razón por la que aún no la han despedido por su comportamiento inapropiado es porque su padre es un político importante.
Kuwanosuke Naganawa (永縄 鍬之介 Naganawa Kuwanosuke?)
Voz por: Tomokazu Sugita, Mark Stoddard (inglés)
Director de la Escuela de Agricultura de Tamo, quien, según Kōsaku, una vez mató a un oso con sus propias manos.
Hajime Menjō (校條 創 Menjō Hajime?)
Voz por: Rikiya Koyama, Sean Hennigan (inglés)
Presidente de Hexa Techs Corporation y padre biológico de Kei Kamatori, a quien supera en un concurso de venta de productos agrícolas en el episodio 10. Él y Kei tuvieron una pelea debido a que él usaba continuamente productos químicos en sus métodos agrícolas a los que su esposa era terriblemente sensible, lo que contribuyó. a su temprana muerte. Es un hombre de negocios inteligente que, según Kei, siempre tiene la vista puesta en el resultado final. A diferencia de su hijo, él cree que el uso de tecnología moderna en la agricultura produce mejores resultados que los productos cultivados orgánicamente.
- Datos: Q5356268